# Società Canottieri Firenze

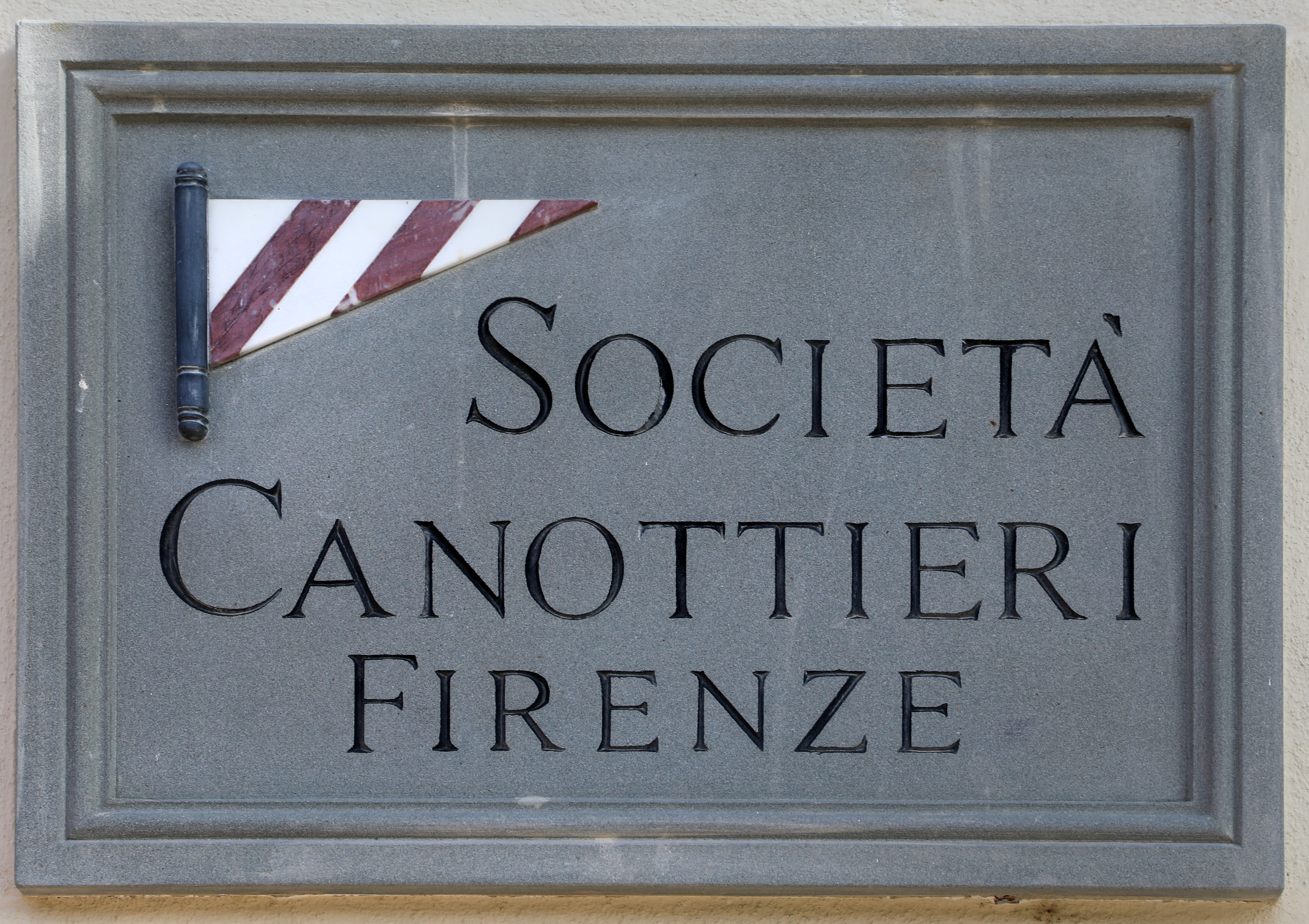
Lapide all'ingresso

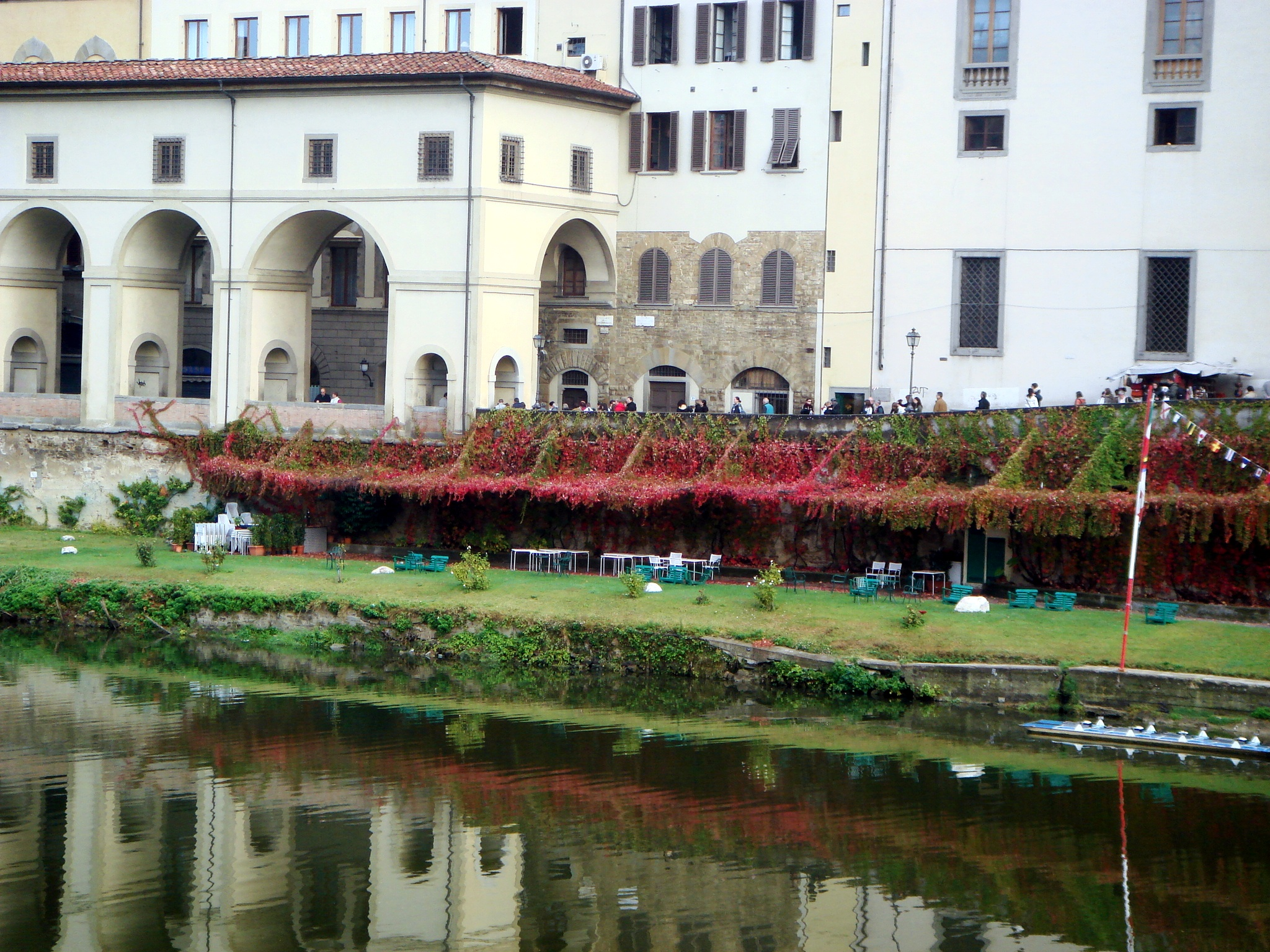
Il Circolo della Società Canottieri Firenze

La Società Canottieri Firenze è una storica società sportiva di canottaggio, fondata a Firenze nel 1911 e tuttora attiva. Ha la sua sede prestigiosa nei sotterranei degli Uffizi, con affaccio diretto sull'Arno a pochi metri dal Ponte Vecchio, con ingresso dal Lungarno Anna Maria Luisa de' Medici 8 e, via Arno, da piazza Mentana. 

## Storia
La società di canottaggio attuale venne fondata il 6 febbraio 1911, riunendo la “Firenze” (nata nel 1886) e la “Libertas” (dal 1890), e adottando una maglia bianca con tre fasce rosse alternate, ispirata ai colori bianco e rosso della stemma di Firenze. Nel 1913 i suoi iscritti ottennero i primi titoli a livello nazionale e dal maggio del 1933 la prestigiosa sede sotto gli Uffizi, dove si trovavano i magazzini progettati da Vasari con scalo diretto sull'Arno. 
Tale sede venne danneggiata dalle distruzioni dei lungarni da parte dell'esercito tedesco in fuga nell agosto del 1944, ma ancora più drammaticamente durante l'alluvione di Firenze del 1966. In quell'occasione l'acqua, pur venendo bloccata dalla porta stagna sull'Arno, entrò dalle finestre sul piazzale degli Uffizi, sommergendo completamente gli ambienti interni e danneggiando irreparabilmente tutti gli arredi e le attrezzature. Con grande sforzo del circa 350 soci di allora la sede venne progressivamente liberata e riallestita. Ancora vi furono danni dopo l'esplosione delle bombe nell'attentato di via dei Georgofili (1993). 
L’odierno corpo sociale è composto da circa 700 iscritti, impegnati in varie attività sportive agonistiche e amatoriali.